# Kaisersteg
Der Kaisersteg war eine von der Grundrentengesellschaft Wilhelminenhof und der AEG gemeinsam erbaute Fußgängerbrücke über die Oberspree im heutigen Bezirk Treptow-Köpenick von Berlin. Der zweite Spreeübergang zwischen Ober- und Niederschöneweide verband die Laufener Straße mit der Hasselwerderstraße in Niederschöneweide. Die filigrane Eisenfachwerkkonstruktion, entworfen von Heinrich Müller-Breslau, einem der führenden Statiker seiner Zeit, zählte zu den bedeutenden Leistungen der Ingenieurskunst um 1900. Baedekers Reiseführer Berlin und Umgebung bezeichnete den Kaisersteg seinerzeit als „technisch bemerkenswert“. In den letzten Tagen des Zweiten Weltkriegs sprengten SS-Einheiten den Kaisersteg wie alle Brücken zwischen Ober- und Niederschöneweide. Zwischen November 2005 und September 2007 entstand der Neubau des Kaiserstegs als Fußgänger- und Radwegbrücke, der am 25. September 2007 ohne feierliche Eröffnung für den Verkehr freigegeben wurde.

## Zwei Bauherren – die Grundrentengesellschaft Wilhelminenhof und die AEG

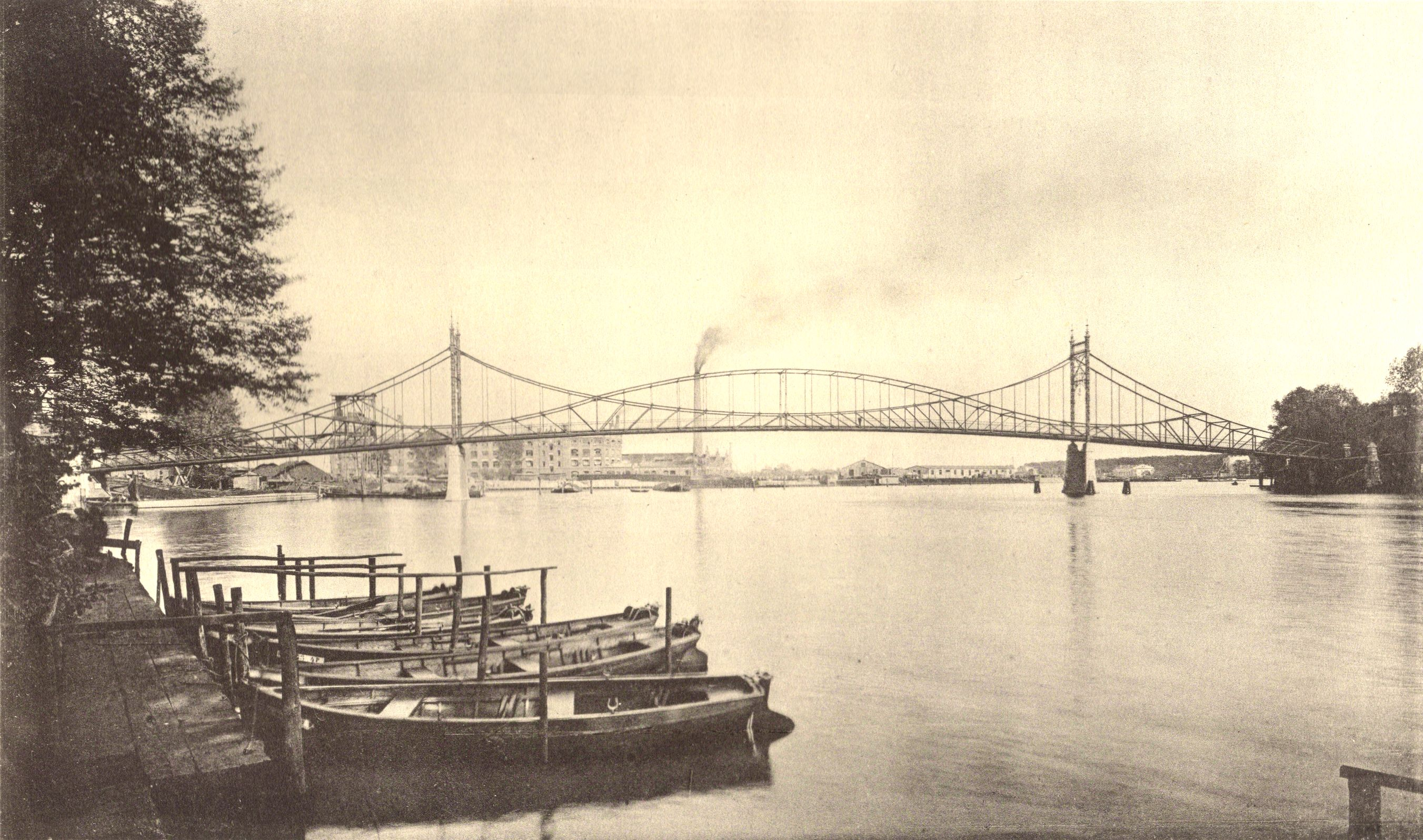
Der Kaisersteg im Jahr 1900, Ansicht von Westen

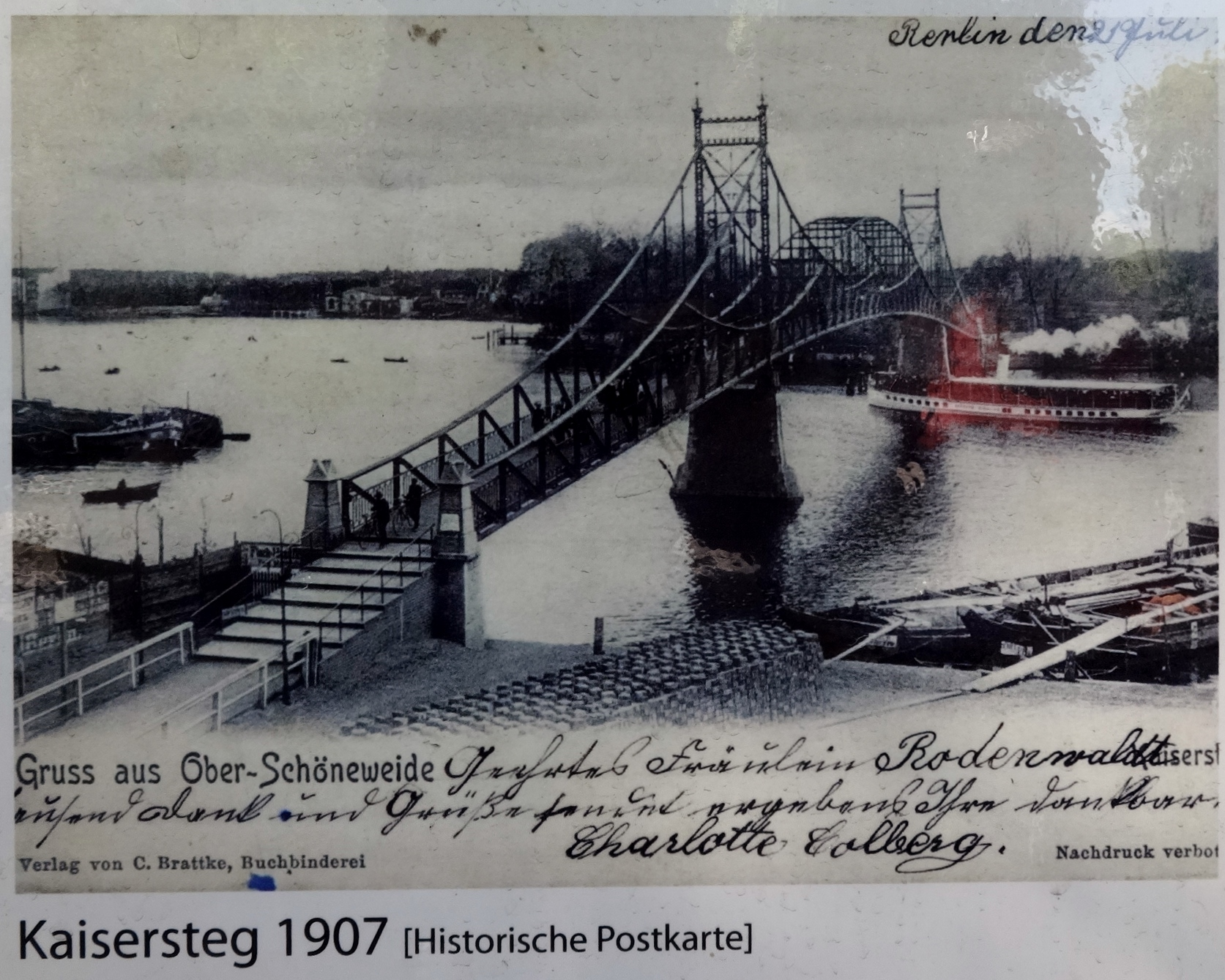
Kaisersteg, 1907

Auf der Suche nach neuen Standorten – die Fabriken der AEG in Moabit und Gesundbrunnen ließen sich nicht mehr erweitern – fand ihr Vorstandsvorsitzender Emil Rathenau 1895 an der Oberspree in Oberschöneweide ein geeignetes Gelände. Durch die Lage direkt am Fluss stand ausreichend Wasser als Rohstoff etwa zur Dampferzeugung in den Dampfmaschinen zur Verfügung. Der Standort lag verkehrsgünstig an einer für die Großschifffahrt ausgebauten Wasserstraße und war durch eine Güterbahn an die Berlin-Görlitzer Eisenbahn angebunden. Auf mehreren Grundstücken zwischen Spree und Wilhelminenhofstraße, wo die Grundrentengesellschaft Wilhelminenhof die Ansiedlung von Industriebetrieben vorgesehen hatte, errichtete die AEG bis 1897 ihr neues Kabelwerk und das Kraftwerk Oberspree, das die östliche Hälfte Berlins und umliegende Gemeinden mit Strom versorgte. Das Grundstück für das Kraftwerk überließ die Terraingesellschaft der AEG sogar kostenlos in der Hoffnung auf die Ansiedlung weiterer Industriebetriebe. Gleichzeitig vereinbarten die Grundrentengesellschaft und die AEG den Bau einer Fußgängerbrücke auf gemeinsame Kosten. Der Bau lag im beiderseitigen Interesse: für die AEG verkürzte sich der Weg ihrer Arbeiter vom Bahnhof Berlin-Schöneweide erheblich, da sie nicht mehr die rund 1,5 Kilometer flussabwärts gelegene, erst 1891 erbaute Holzbrücke an der Stelle der heutigen Stubenrauchbrücke benutzen mussten, und die Terraingesellschaft konnte den Wert des Erschließungsgebietes durch die zweite Spreebrücke steigern.

## Lage und Entwurf

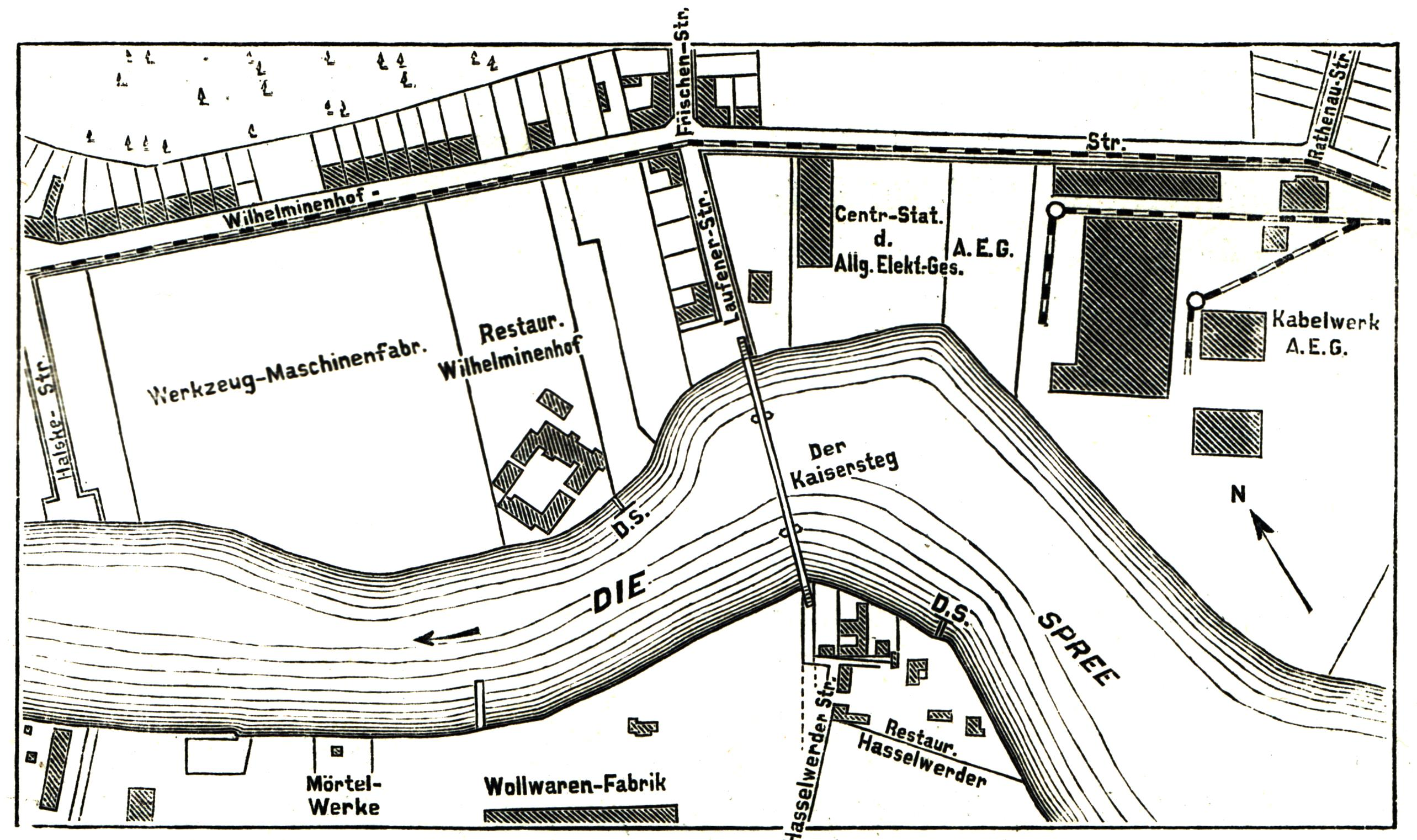
Lageplan des Kaiserstegs mit dem sich entwickelnden Industriegebiet Oberschöneweide zum Zeitpunkt der Erbauung

Die Lagebestimmung des neuen Überganges gestaltete sich schwierig. Das Ufer auf der Seite von Niederschöneweide war bereits weitgehend bebaut und am schließlich gefundenen Standort in Verlängerung der Hasselwerderstraße war die Spree erhebliche 175 Meter breit und stark gekrümmt. In unmittelbarer Nähe lagen die Haltepunkte der Spreedampfer für die Ausflugslokale Wilhelminenhof auf der Seite von Oberschöneweide und das Etablissement Hasselwerder auf der Seite von Niederschöneweide. Die Bedürfnisse des Schiffsverkehrs mussten daher in die Planungen einfließen. Die Anforderungen der Aufsichtsbehörden waren aus einem vom Direktor der Terraingesellschaft Carl Deul eingereichten Vorentwurf einer Bogenbrücke mit fünf Öffnungen bekannt. Die Durchfahrtshöhe der Hauptöffnung sollte mindestens 7,70 Meter über Normalwasser betragen, „um dem lebhaften, hier die Spree kreuzenden Dampferverkehr die Unbequemlichkeit des Schornsteinumlegens zu ersparen“ und in der Flussmitte auf einer Breite von mindestens 40 Metern vorhanden sein.
Mit dem endgültigen Entwurf betrauten die beiden Auftraggeber den Bauingenieur Heinrich Müller-Breslau, Professor an der Technischen Hochschule Charlottenburg. Der Bauingenieur Karl Bernhard unterstützte ihn bei der Berechnung der Eisenkonstruktion und bei der Bauleitung. Das „landschaftlich reizvolle Bild unserer schönen Oberspree“ veranlasste Müller-Breslau nach eigenen Worten, „besondere Sorgfalt auf eine gefällige Linienführung der Gurtungen zu verwenden“.
Müller-Breslaus Entwurf einer Brücke, die er selbst als Auslegerbrücke mit einem Mittelgelenk und eingefügtem Spannbogen bezeichnete, übertraf die Anforderungen der Behörden mehrfach und zählte zu den bedeutenden Leistungen der Ingenieurkunst um 1900. Die Spannweite der Mittelöffnung von 86 Metern, ungefähr die Hälfte der Flussbreite, ermöglichte einen weitgehend freien Blick über die Spree bei den erschwerten Verkehrsverhältnissen für die Schifffahrt in der Kurve. Die beiden Strompfeiler beanspruchten nur zwei Prozent der Flussbreite – bei der ähnlich in einer Kurve gelegenen, als Bogenbrücke realisierten Moabiter Brücke waren es zum Vergleich 13 Prozent, während die Strompfeiler der Oberbaumbrücke gar 30 Prozent der Flussbreite beanspruchten.

## Bauausführung

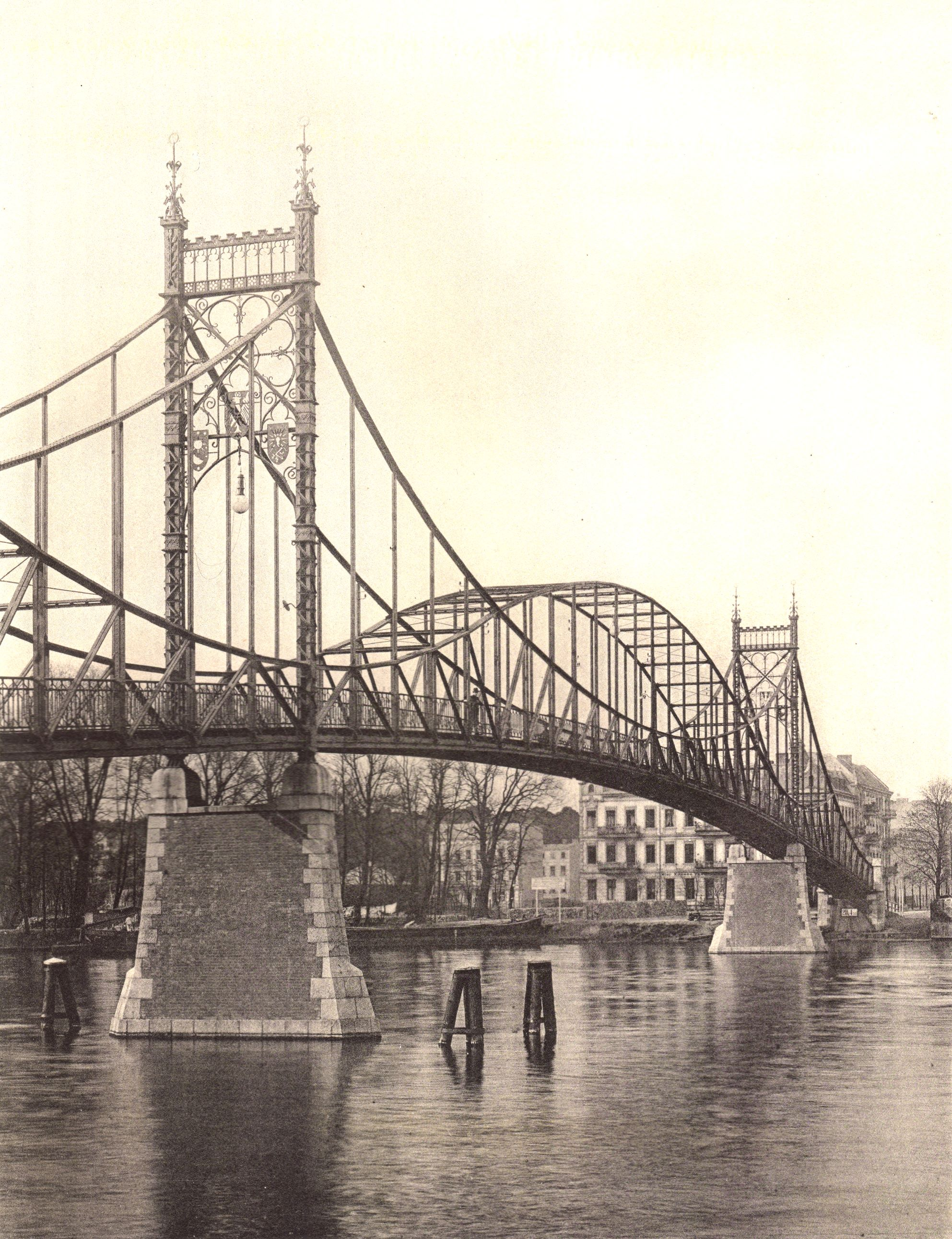
Aufnahme des Kaisersteges um 1900: Eisenkonstruktion und Strompfeiler

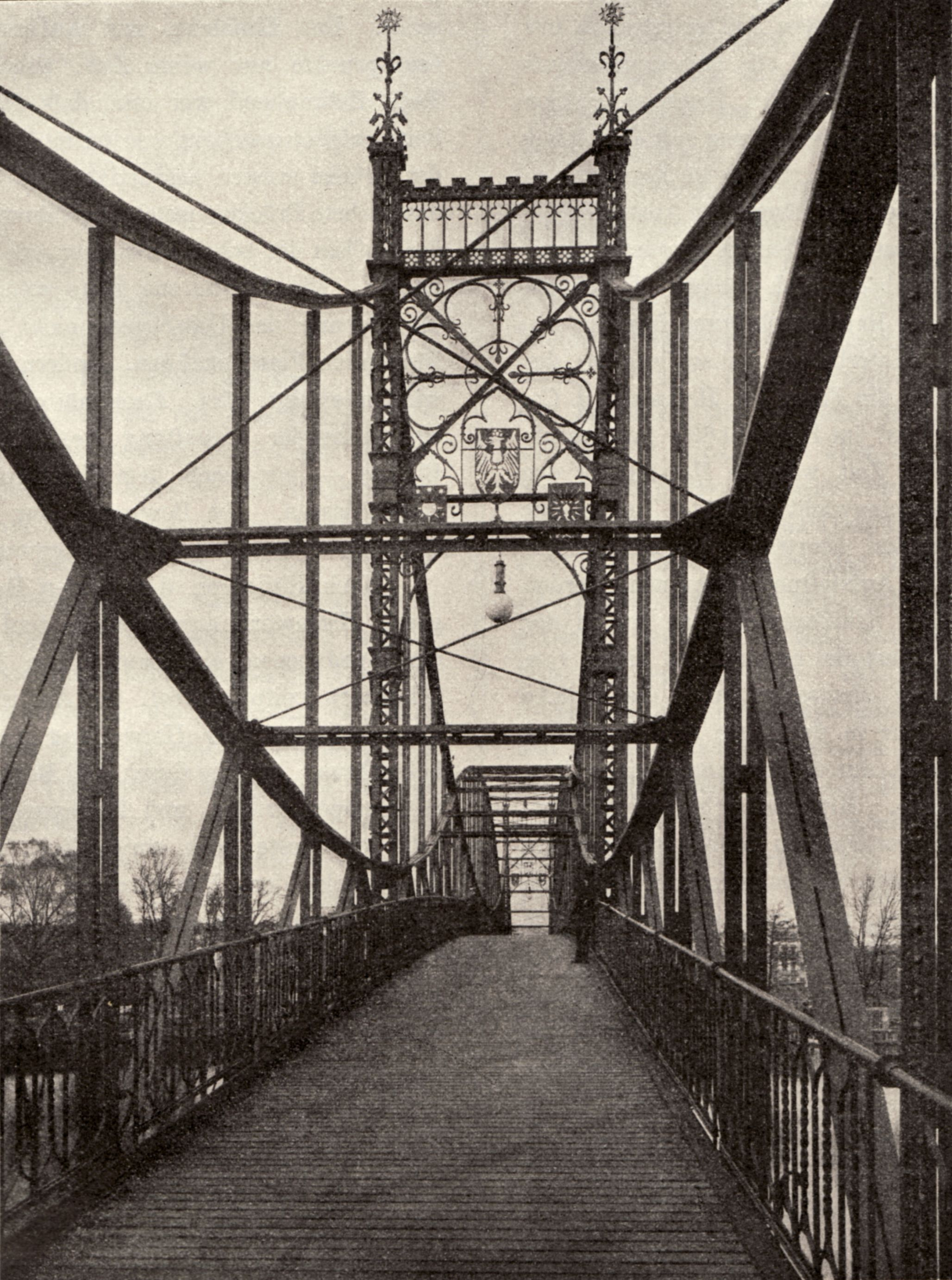
Die Gehbahn und die mit gotisierenden Formen aus Eisen verzierten Portale

Als erstes begann die Firma Holzmann & Co. aus Frankfurt am Main mit der Errichtung der Strom- und Uferpfeiler. Der gute Baugrund aus Kies und Sand erforderte keine aufwendige Pfahlgründung, die Pfeiler erhielten nur ein einfaches Betonfundament. Aus den durch Spundwände abgedichteten Baugruben wuchsen bald die aus Klinkern in Zementmörtel aufgemauerten Land- und Strompfeiler. Striegauer Granit verkleidete die Stirnseite der Pfeiler, und die über Wasser liegenden Längsseiten erhielten eine Verkleidung mit roten Verblenderziegeln der Ziegelei Sauen bei Eberswalde. Die nur 1 Meter breiten Strompfeiler schlossen an ihren Enden mit den beiden leicht abgerundeten Auflagersteinen auf quadratischer Grundfläche ab. Je zwei Granitpostamente fassten die 3,5 Meter breite Gehbahn bei den Landpfeilern ein und schlossen diese nach oben ab. Die Bauarbeiten am Unterbau waren im Herbst 1897 im Wesentlichen vollendet.
Die Firma August Klönne aus Dortmund lieferte die eiserne Brückenkonstruktion. Abgesehen von einem zusätzlichen, 2 Meter breiten Stützpfeiler aus Holz in der Flussmitte wurden beim Aufbau der Brücke keine weiteren Baustelleninstallationen oder feste Gerüste benötigt. Die Arbeiten begannen im Frühling 1898. Zuerst montierten die Arbeiter am rechten Flussufer in Oberschöneweide die Brücke in vier Teilstücken – die rechte und die linke Seitenöffnung mit ihrer Querkonstruktion und dem dazugehörigen Portal und die rechte und linke Hälfte der Mittelöffnung, noch ohne den Spannbogen. Das Einfahren der Brückenteile erfolgte mit Hilfe zweier Spreekähne, auf denen Heinrich Müller-Breslau je ein portalartiges Gerüst errichten ließ, das mit den Schiffsenden gut versteift war. Die beiden Schiffe wurden zwischen diesen beiden Gerüsten in einem Abstand von ungefähr 20 Metern zu einem Doppelfahrzeug verbunden und versteift. Die Monteure schoben das fertig zusammengesetzte Brückenteil auf Schienen rollend in diese Hilfskonstruktion, bis sie auf beiden Seiten gleichmäßig circa 10 Meter überstanden. Das Doppelgefährt transportierte anschließend das Brückenteil vor die betreffende Brückenöffnung, wo es Flaschenzüge etwas über die Höhe der Brückenlager hoben. Die Kähne fuhren nun in die Brückenöffnung ein, wo das Brückenteilstück auf die Lager abgesenkt wurde. Als letzter Schritt bauten die Arbeiter das Hilfsgerüst auf einer Seite ab, um die Schiffe wieder unter der Brücke hervorzuziehen. Der Vorgang des Einfahrens dauerte für die letzten Brückenteile nur einen Tag, mehr Zeit erforderte jeweils der Abbau des Hilfsgerüstes.
Das filigrane Eisenfachwerk der Brücke lag an den Ufern 4,10 Meter über Normalwasser. In der Mitte der Brücke betrug der Abstand 9 Meter und neben den Strompfeilern immer noch 8 Meter. Die für den Schiffsverkehr günstige hohe Lage der Brücke erforderte bei den Landpfeilern einen Ausgleich zu den ungefähr 3 Meter tiefer liegenden Straßen. Als Kompromiss zwischen einer Treppe und einer langen Rampe entwarf Müller-Breslau Treppen mit Schrittstufen von 1,20 Metern Antritt, die das Überqueren der Brücke mit Fahrrädern und Handwagen zwar nicht bequem aber möglich machte.
Nach dem Einziehen des letzten Brückenviertels musste die Eisenkonstruktion ausgerichtet und in der Mittelöffnung durch den Einbau des Mittelgelenks und der Spannbögen fertiggestellt werden. Die Portale erhielten eiserne Verzierungen in gotisierenden mittelalterlichen Formen – kreuzblumenartige Bekrönungen der Portale, Zinnen, Rosetten, Wappen mit dem Reichsadler und mit allegorischen Darstellungen der Elektrizität, wie sie sich ähnlich am nahen Kraftwerk Oberspree wiederfinden. Die Leitungskabel wurden eingezogen, die Signalbeleuchtung für die Schifffahrt installiert und die Gehbahn erhielt ihren Holzbohlenbelag. Die Brückenbeleuchtung musste mit der AEG als Bauherr natürlich elektrisch sein. Zwei Bogenlampen in den Portalen und eine in der Flussmitte erhellten mit einigen Glühlampen die Brücke bei Dunkelheit.
Bereits am 1. Oktober 1898 konnte die Brücke der privaten Nutzung durch das Elektrizitätswerk und das Kabelwerk übergeben werden, bevor sie Anfang November 1898 in den Besitz der Gemeinde Oberschöneweide überging. Die Baukosten inklusive aller Nebenarbeiten summierten sich auf rund 110.000 Mark (kaufkraftbereinigt in heutiger Währung: rund 927.000 Euro). Seiner Bedeutung entsprechend erhielt der neue Spreeübergang den stolzen Namen Kaisersteg.

## Zerstörung und Neubau
Einheiten der SS sprengten am 22. April 1945 den Kaisersteg und die Treskowbrücke, um die anrückende Rote Armee aufzuhalten. Die Industrielandschaft in Nieder- und Oberschöneweide verlor damit eines ihrer prägenden Wahrzeichen. Während die Treskowbrücke in den Nachkriegsjahren wiederhergestellt wurde, verschwanden die Überreste der Fußgängerbrücke.
In der zweiten Hälfte der 1950er Jahre gab es Pläne zum Wiederaufbau des Kaiserstegs. Nach Presseberichten aus dem Jahr 1957 sollte im zweiten Fünfjahrplan in der DDR (ab 1958) die Brücke wiederaufgebaut werden. Damit erhoffte man sich eine bessere Erschließung des Schöneweider Industriegebietes. Diese Pläne wurden nicht verwirklicht.
Die Privatisierung der Volkseigenen Betriebe durch die Treuhandanstalt nach der deutschen Wiedervereinigung scheiterte weitgehend, sodass nahezu alle Großbetriebe in kurzer Zeit schließen mussten. Das einst größte Industriegebiet Europas wurde zur Industriebrache und zum Sanierungsgebiet. Im Rahmen des Sanierungskonzeptes entstanden Pläne zum Neubau des Kaisersteges als Fußgänger- und Radwegbrücke zur besseren Vernetzung von Ober- und Niederschöneweide. Die Senatsverwaltung schrieb einen Wettbewerb aus, in dessen Ergebnis der Entwurf eines modernen Bauwerks der Münchner Ingenieurgesellschaft Schmitt Stumpf Frühauf zur Verwirklichung ausgewählt wurde.

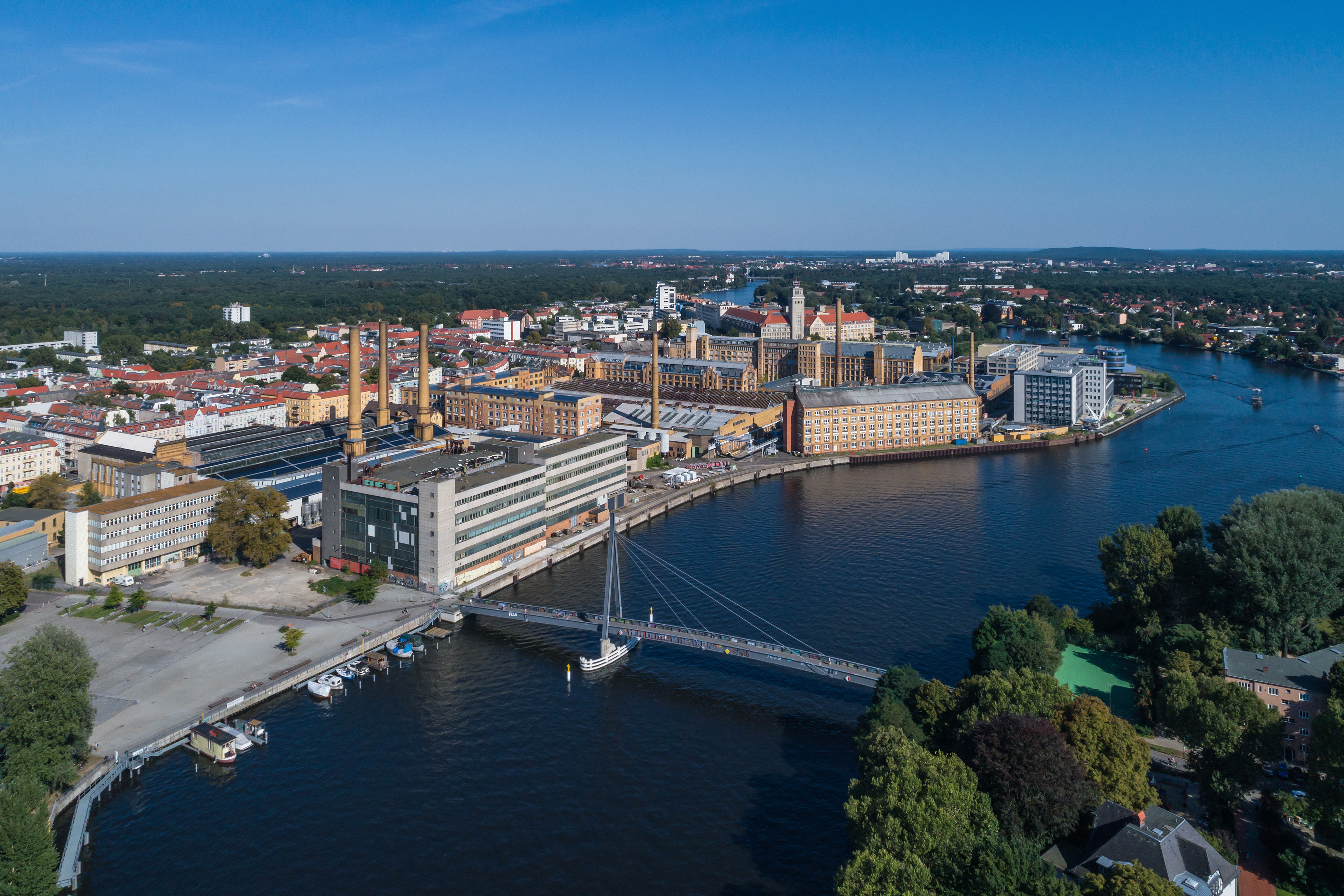
Luftaufnahme mit dem Kaisersteg

Der Neubau der 140,3 Meter langen und ungefähr 400 Tonnen schweren Brücke erfolgte als Schrägseilbrücke mit 5 Meter breiter Gehbahn. Der 32 Meter hohe Pylon, an dem die Seile für die 48,3 Meter und 92 Meter langen Brückensegmente eingehängt sind, sollte ursprünglich die Form eines „H“ erhalten. Aus statischen Gründen – die ursprüngliche Form hätte dem Wind zu viel Angriffsfläche geboten – erhielt der ausgeführte Pylon die Form eines „A“. Diese Planungsänderung führte zu Mehrkosten von 770.000 Euro und damit zu totalen Baukosten von rund vier Millionen Euro. Die Kosten teilen sich die Europäische Union (Fonds für regionale Entwicklung) zu 75 Prozent, das Land Berlin zu 16,67 Prozent und zu 8,22 Prozent die Bundesrepublik Deutschland.
Die Bauarbeiten begannen am 9. November 2005 mit dem ersten symbolischen Rammschlag im Beisein von Stadtentwicklungssenatorin Ingeborg Junge-Reyer. Das Nordwiderlager und der Pylon wurden in mit Spundwänden abgedichteten Baugruben im Fluss, das Südwiderlager an Land an der Hasselwerderstraße errichtet. Die Brückenteile und der Pylon erreichten die Baustelle auf dem Wasserweg. Die Aufrichtung des Pylons am 4. Juni 2007 und die Montage der Brückensegmente am 6. und 7. Juni erfolgten mit Hilfe eines Schwimmkrans. Die Brücke wurde am 25. September 2007 wiedereröffnet. Die feierliche Eröffnung fand zusammen mit der Eröffnung des neu angelegten Stadtplatzes auf Oberschöneweider Seite am 13. Dezember 2007 statt.
Die neue Brücke erleichtert den Anwohnern die Nutzung von Einkaufs- und Erholungsangeboten in beiden Ortsteilen. Den Studenten der in Teilen nach Oberschöneweide umgezogenen Hochschule für Technik und Wirtschaft verkürzt sie den Weg zum Bahnhof Berlin-Schöneweide, wie ihre Vorgängerin vor hundert Jahren den Arbeitern der AEG.

## Radverkehr
Am Kaisersteg befindet sich seit 2016 eine von 17 in Berlin fest installierten automatischen Radzählstellen. Unter allen mit einer Zählstelle versehenen Plätzen der Stadt ist der Steg der am fünfzehntstärksten vom Radverkehr frequentierte Ort.